# SN 1998aa
SN 1998aa – supernowa typu Ia odkryta 26 lutego 1998 roku w galaktyce A122532+0738. W momencie odkrycia miała maksymalną jasność 18,00m.